# Костел Непорочного зачаття Пресвятої Діви Марії (Лопатин)
Костел Непорочного зачаття Пресвятої Діви Марії — культова споруда, пам'ятка архітектури державного значення в смт Лопатині Червоноградського району Львівської області України. Діючий парафіяльний храм РКЦ.

## Історія

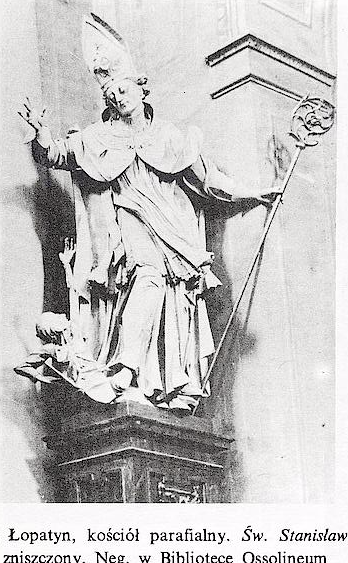
Статуя святого Станіслава

Ініціатором будівництва був львівський канонік Щепан Мікульський, фундаторами — дідичі Лопатина, буський каштелян Адам-Алоїзій Мишка-Холоневський та його дружина Саломея з Контських.
Правдоподібно, автором проекту був або Мартин Урбанік, або Клеменс Ксаверій Фесінгер.
На думку дослідника Збігнева Горнунґа, взірцем для споруди був костел у Годовиці, споруджений за проектом архітектора Бернарда Меретина; Франциск Оленський був автором статуй на високих імпостах головного вівтаря костелу, виконаних бл. 1785 року.
За одними даними, храм спорудили в 1772 році, однак Горнунґ датував час спорудження близько 1766 року.
Розписував костел у 1782 році Станіслав Строїнський (поліхромія), фрески якого відновлювали у 1936 році.

## Світлини

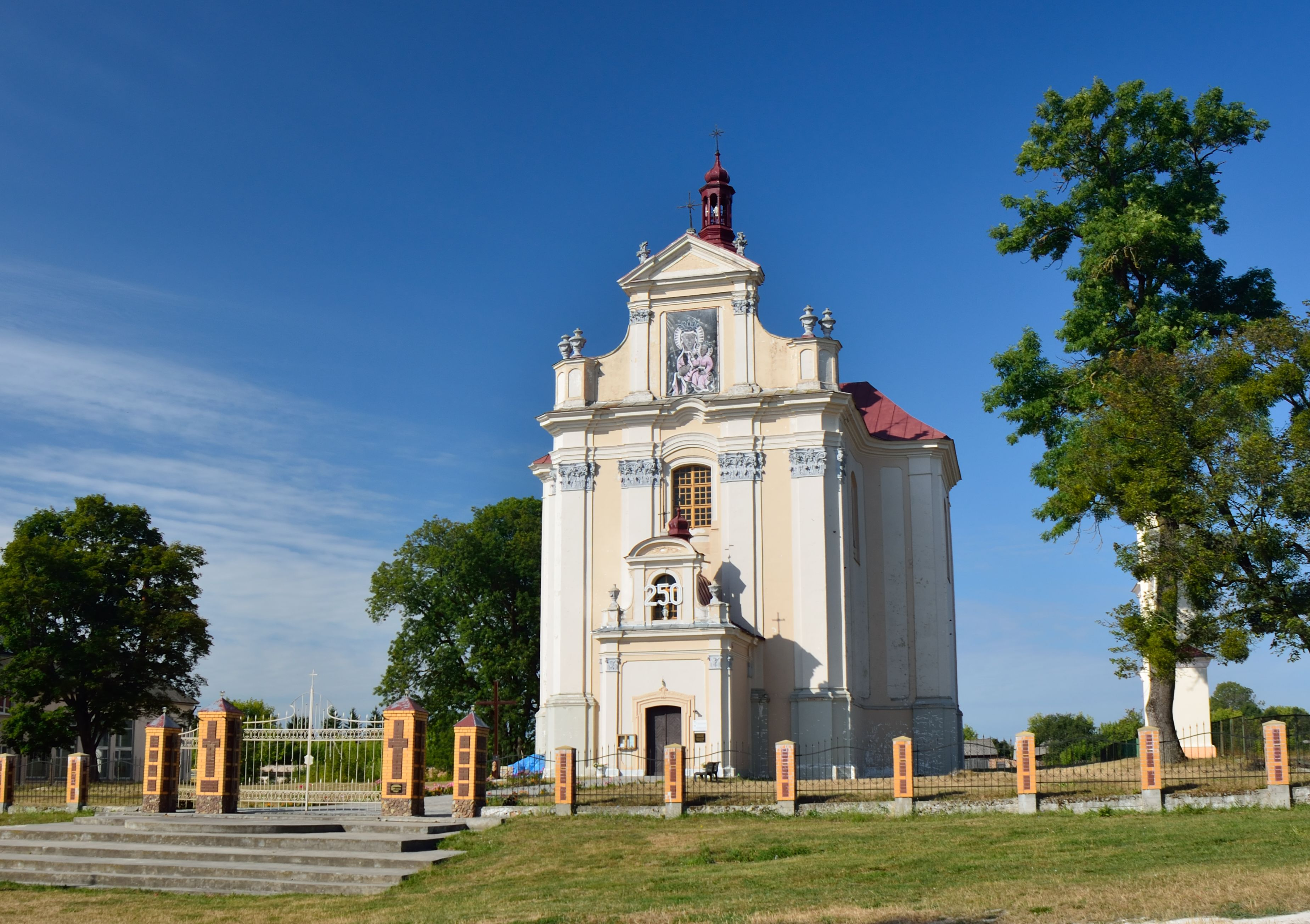
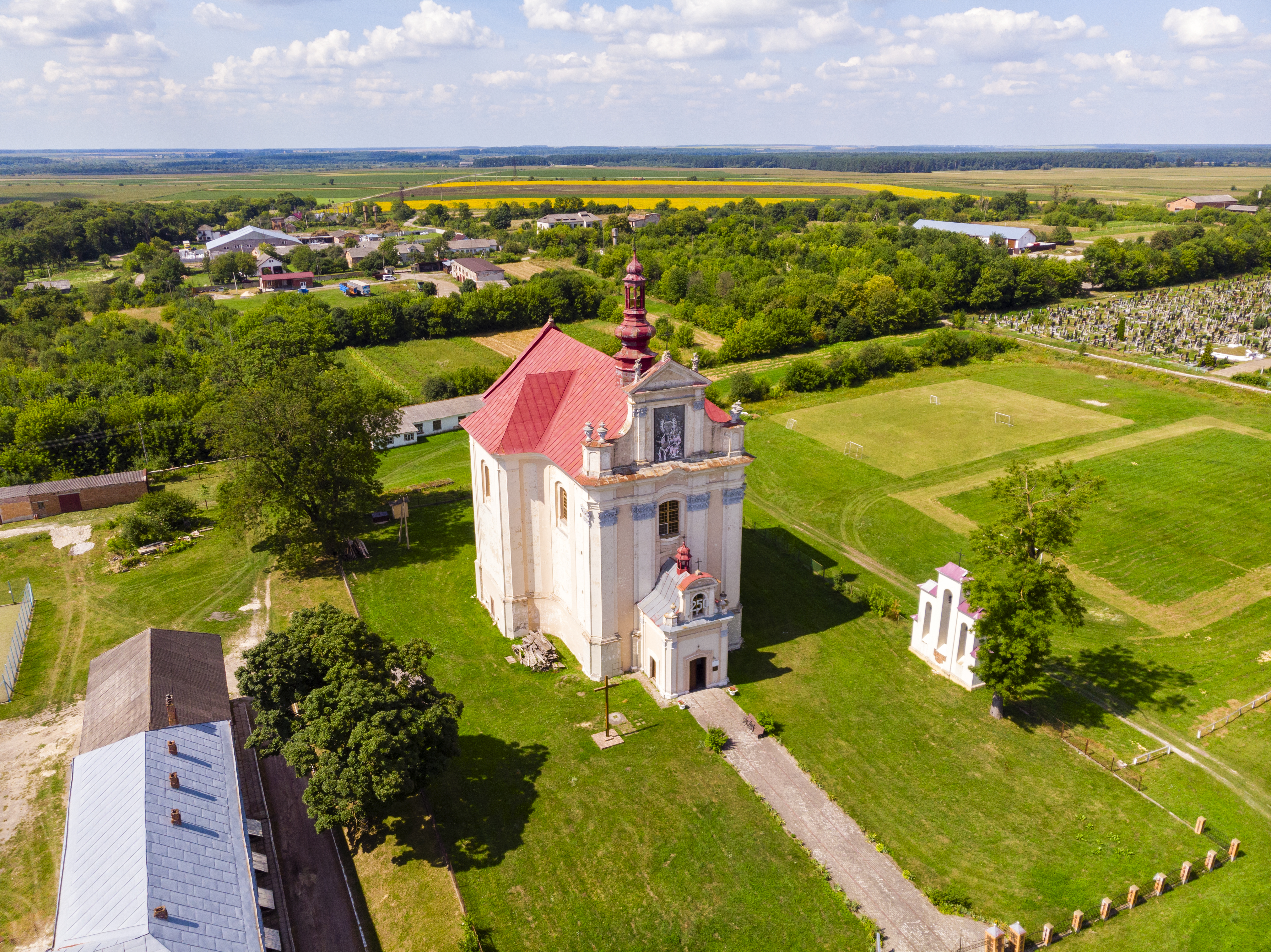
Вид на костел з повітря
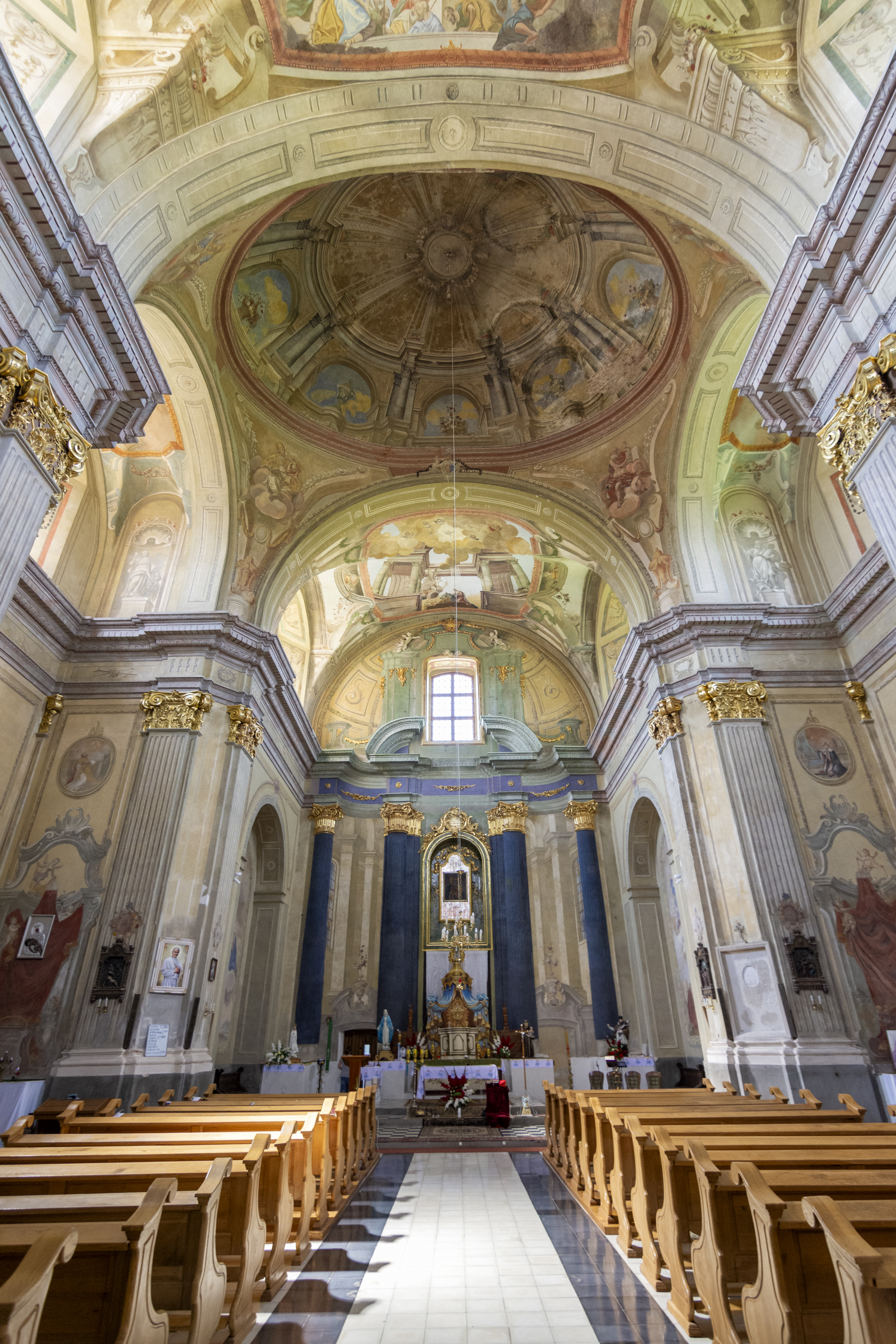
Інтер'єри